# Шахматистка (фильм)
«Шахматистка» (фр. Joueuse) — французско-немецкий фильм 2009 года. Фильм основан на романе «Шахматистка» Бертины Хенрикс. Дебютный фильм в качестве режиссёра для Каролин Боттаро.
Первые показы фильма состоялись 25 апреля 2009 года на фестивале в Лос-Анджелесе в США, 10 июня 2009 года на кинофестивале в Кабуре во Франции. Релиз фильма произошёл 5 августа 2009 года во Франции, 7 января 2010 года в Германии, 1 апреля 2011 года в США.

## История создания
Для Каролин Боттаро «Шахматистка» стала первым полнометражным фильмом (ранее она сняла два короткометражных фильма и писала сценарии для работ других режиссёров). Про истоки идеи своего первого фильма она говорит:

«В начале октября 2003 года я прочитала манускрипт романа Бертины Хенрикс. Бертина была моей соседкой в Париже и спросила моего мнения о книге, когда закончила её писать. Меня очень тронула история горничной, которая открывает себя и раскрывается через увлечение шахматами, и я немедленно захотела адаптировать её».

Ботаро также признаёт значительную роль Боннер в создании картины. Режиссёр хотела, чтобы роль профессора Крюгера сыграл американец, и она была предложена Кевину Клайну. В «Шахматистке» он впервые играет полностью франкоговорящую роль.

## Сюжет
Главная героиня фильма, Элен, работает горничной в отеле на Корсике. Однажды она подсматривает, как мужчина и женщина играют в шахматы. Завороженная игрой и чувственностью процесса, она решает попробовать привлечь своего мужа к шахматам и дарит ему на день рождения электронную доску. Муж Анж остаётся в недоумении. Элен начинает играть в шахматы по ночам, и постепенно ей становится недостаточно играть с компьютером доски, и она обращается с предложением играть в шахматы к доктору Крюгеру, американцу, дом которого она убирает. После тренировок ей удаётся его обыграть. Элен участвует в шахматном турнире и, хотя её никто не воспринимает всерьёз, выигрывает его.

## Актёры
| Актёр             | Роль          |
| ----------------- | ------------- |
| Сандрин Боннер    | Элен          |
| Кевин Клайн       | доктор Крюгер |
| Франсис Рено      | Анж           |
| Валери Лагранж    | Мария         |
| Александра Жантий | Лиза          |
| Элизабет Витали   | Мари-Жен      |
| Дженнифер Билз    | американка    |

## Отзывы и критика
«Шахматистка» имеет рейтинг 6,5 баллов из 10, по версии Rotten Tomatoes, который также сообщает, что 69 % из 39 профессиональных кинокритиков положительно отозвались о фильме.
Стивен Холден из «The New York Times» пишет, что «Шахматистка» сравнивает игру в шахматы с флиртом и эротической игрой, которая может быть более удовлетворяющая, чем реальные сексуальные отношения. Взгляды и движения во время интеллектуальной игры выражают намного больше, чем возможно было сказать словами. И выигрыш женщины в этой игре символизирует женское становление в мире мужчин. По его мнению, «Шахматистка» — это лёгкая сказка для взрослых, в которой шахматы захватывают воображение Элен и изменяют её жизнь. Отношения героини с мужем и дочерью-подростком также претерпевают значительные изменения: в начале они против нового увлечения, однако со временем они начинают понимать Элен больше. Боннер воплощает изменения в затравленной женщине, которая начинает понимать свои возможности. Холден также признаёт роль Клайна как одну из наилучших его экранных ролей.
Ронни Шейб из Variety отмечает романтическое использование корсиканских пейзажей. По её мнению, преображение Элен выглядит не как духовное поднятие над рабочим классом, а как возвращение в свой класс: Элен и до своего увлечения выглядит утончённой, не принадлежащей к рабочим.